# Monnina goiana
Monnina goiana är en jungfrulinsväxtart som beskrevs av Freire-fierro och J.F.B.Pastore. Monnina goiana ingår i släktet Monnina och familjen jungfrulinsväxter. Inga underarter finns listade i Catalogue of Life.